# Onitis setosus
Onitis setosus är en skalbaggsart som beskrevs av Lansberge 1875. Onitis setosus ingår i släktet Onitis och familjen bladhorningar. Inga underarter finns listade i Catalogue of Life.